# Austeucharis fasciiventris
Austeucharis fasciiventris är en stekelart som först beskrevs av Charles Thomas Brues 1919.  Austeucharis fasciiventris ingår i släktet Austeucharis och familjen Eucharitidae. Inga underarter finns listade.